# كودي (برمجيات)
كودي (بالإنجليزية: Kodi)‏، (سابقًا XBMC) هو برنامج مشغل وسائط حر ومفتوح المصدر طورته مؤسسة XBMC، وهي مؤسسة ائتلافية تكنولوجية غير ربحية. كودي متوفر على عدة أنظمة تشغيل ومنصات أجهزة متعددة، مع واجهة مستخدم للاستخدام مع أجهزة التلفزيون وأجهزة التحكم عن بعد وشاشات اللمس. كما يسمح للمستخدمين لعرض معظم أنواع الوسائط، مثل أشرطة الفيديو، والموسيقى الصوتية وأغلب أنواع ملفات الفيديو المحملة من الإنترنت، وكذلك جميع وسائل الإعلام الرقمية والملفات من جهاز تخزين البيانات في الشبكة.
كودي برنامج متعدد المنصات بديل عن Windows Media Center للمسرح المنزلي PC (HTPC). كودي هو قابل للتحوير بشكل كبير: مجموعة متنوعة من الواجهات يمكن تغيير مظهره، ومختلف المكونات الإضافية تسمح للمستخدمين بالوصول إلى وسائط بث حي للمحتوى عبر خدمات الإنترنت مثل أمازون برايم إنستانت فيديو، فرقعة، باندورا راديو الإنترنت، سبوتيفي، يوتيوب. الإصدارات الأحدث أيضا الشخصية، فيديو مسجل (PVR) الرسومية الواجهة الأمامية لاستقبال التلفزيون على الهواء مباشرة مع دليل البرامج الإلكتروني (EPG) ومسجل فيديو رقمي عالية الوضوح (DVR) .
البرنامج جرى إنشائه وتطويره بشكل مستقل كمشغل وسائط اسمه Xbox Media Center (مختصر XBMC) الجيل الأول من أجهزة إكس بوكس , وفي وقت لاحق أُتيح تحت اسم كودي (سابقا XBMC) كتطبيق لكل من أنظمة التشغيل التالية:توزيعة برمجيات بيركلي، Android، Linuxماك أوس , iOS وMicrosoft Windows . وهو أيضا متاح في إصدار مستقل باسم Kodibuntu.

## البرامج
تتيح لك ميزة البرامج استخدام خيارات متنوعة بخلاف تلك الموجودة رسميا في البرنامج مثل ميزات الطقس والصور والراديو والتلفزيون والفيديو والموسيقى. تشمل هذه الخيارات على سبيل المثال:
- تنزيل الأعمال الفنية والبرامج التلفزيونية والأفلام وما إلى ذلك.
- الاطلاع على أدلة البرامج التلفزيونية.
- إدارة تكوينات كودي المخصصة.
- عرض الصور ومقاطع الفيديو المتوفرة على فيسبوك ودروبوكس.
- الوصول إلى البريد مثل Gmail وYahoo وAOL وiCloud وغيرها.
- إعداد أجهزة التحكم عن بُعد (ريموت) للاستخدام مع كودي.

## اللغات
كودي يدعم أكثر من 75 لغة بما في ذلك اللغة العربية.